# Werner Klatt
Werner Klatt (* 21. Dezember 1948 in Schönberg; † 3. April 2022) war ein Ruderer aus der Deutschen Demokratischen Republik, der 1976 eine olympische Goldmedaille mit dem Achter gewann.

## Leben
Werner Klatt wurde von Karl Lorke, dem Cheftrainer des ASK Vorwärts Rostock, bei der Gurkenernte in Schönberg entdeckt. 1969 gewann er zusammen mit Karl-Heinz Prudöhl, Peter Gorny und Bernd Meerbach den DDR-Meistertitel im Vierer ohne Steuermann. Bei den Europameisterschaften in Klagenfurt erhielt der Vierer die Bronzemedaille. 1970 gewannen Klatt und Gorny in Kanada den Weltmeistertitel im Zweier ohne Steuermann. 1971 folgte der DDR-Meistertitel und der Sieg bei den Europameisterschaften in Kopenhagen. Nach einer Verletzung von Peter Gorny gelang den amtierenden Welt- und Europameistern aber nicht die Qualifikation für die Olympischen Spiele in München. Nach der Saison 1972 beendete Gorny seine Karriere.
Werner Klatt wechselte für den Rest seiner Laufbahn in den Achter und siegte 1973, 1974 und 1975 bei den DDR-Meisterschaften. 1973 siegten Heinrich Mederow, Detlef Lamm, Friedrich-Wilhelm Ulrich, Andreas Decker, Stefan Semmler, Bernd Landvoigt, Karl-Heinz Prudöhl, Werner Klatt und Steuermann Karl-Heinz Danielowski auch bei den Europameisterschaften in Moskau. Nach dem vierten Platz bei den Weltmeisterschaften 1974 gewann der DDR-Achter 1975 in Nottingham den Weltmeistertitel in der Besetzung Karl-Heinz Prudöhl, Ulrich Karnatz, Roland Kostulski, Werner Klatt, Friedrich-Wilhelm Ulrich, Dieter Wendisch, Gottfried Döhn, Jürgen Arndt und Steuermann Klaus-Dieter Ludwig.
Zum Abschluss seiner Karriere gelang Werner Klatt 1976 mit dem DDR-Achter der Sieg bei den Olympischen Spielen in Montreal. Bernd Baumgart, Gottfried Döhn, Werner Klatt, Roland Kostulski, Joachim Lück, Dieter Wendisch, Ulrich Karnatz, Karl-Heinz Prudöhl und Karl-Heinz Danielowski siegten sowohl im Vorlauf als auch im Finale vor dem britischen Achter.
Der Kapitänleutnant der Volksmarine war bis zur Wende beim ASK Vorwärts Rostock tätig. Danach war er unter anderem Mineralölverkäufer und Betreiber einer Apotheke.

## Auszeichnungen
- 1971 – Vaterländischer Verdienstorden in Bronze
- 1976 – Vaterländischer Verdienstorden in Silber[1]